# Corrinea vianai
Corrinea vianai är en skalbaggsart som först beskrevs av Maurice Pic 1939.  Corrinea vianai ingår i släktet Corrinea och familjen lerstrandbaggar. Inga underarter finns listade i Catalogue of Life.